# 小行星6568
小行星6568（英語：6568 Serendip）是一颗围绕太阳公转的小行星。1993年2月21日，上田清二、金田宏在钏路市发现了此天体。
这颗小行星的绝对星等为105.4328175206749等。